# Теннесси против Гарнера
«Теннесси против Гарнера» — решение Верховного суда США 1985 года (471 U.S. 1 (1985)), которое трактует применение Четвёртой поправки к Конституции США. Согласно этому решению, представитель полиции, преследующий подозреваемого, не должен создавать угрозу жизни спасающемуся бегством, до тех пор пока беглец не представляет опасность для жизни и здоровья окружающих и/или самого полицейского.

## История процесса
3 октября 1974 около 22:45 офицеры полиции Мемфиса (англ. Memphis Police Department) Лесли Райт и Элтон Хаймон находились по вызову о краже со взломом. Хаймон обошёл дом, в то время как Райт поддерживал связь с полицейским участком при помощи рации. Хаймон заметил человека, убегающего через двор дома. Это был Эдвард Гарнер. Хаймон направил в сторону беглеца свет своего фонарика, успел увидеть его лицо и руки и удостовериться, что Гарнер безоружен. По заявлениям полицейских, они оценили возраст подозреваемого в 17—18 лет. На самом деле на момент событий Эдварду Гарнеру было 15. После требования офицера Хаймона остановиться Гарнер начал перелезать через забор дома. Хаймон оценил ситуацию таким образом, что если беглецу удастся миновать забор, то он скроется, — и выстрелил. Пуля попала в затылок, и Эдвард Гарнер скончался спустя короткое время после того, как был доставлен в близлежащую больницу. У беглеца были найдены похищенные десять долларов и кошелёк.
Хаймон действовал согласно закону штата Теннесси, позволяющему использовать летальное оружие против убегающего подозреваемого. Текст в оригинале: «[If], after notice of the intention to arrest the defendant, he either flee or forcibly resist, the officer may use all the necessary means to effect the arrest».
Отец Гарнера подал иск в Федеральный суд западного округа Теннесси (англ. United States District Court for the Western District of Tennessee) против города Мемфис, мэра города, департамента полиции Мемфиса и руководителя департамента, а также против офицера Хаймона. Действия офицера полиции были признаны не противоречащими Конституции.
Решение было обжаловано в апелляционном суде шестого округа, который постановил, что убийство убегающего подозреваемого в рамках четвёртой поправки не всегда обоснованно (англ. only when it is reasonable). Суд также признал, что закон штата Теннесси недостаточно ограничил использование летальных средств в зависимости от тяжести преступления (англ. the Tennessee statute failed to properly limit the use of deadly force by reference to the seriousness of the felony).
Одним из следствий решений по делу стала разработка типовых принципов применения силы, которые, будучи должным образом институционализированы, сводили вопрос о допустимости того или иного уровня насилия к корректному применению сотрудником полиции типовой схемы эскалации насилия, закреплённой соответствующей нормой.

## Мнение большинства
Судья Уайт среди прочего указал, что необходимо противопоставление прав подозреваемого согласно четвёртой поправке, с одной стороны, и прав и интересов в задержании, с другой. Было указано, что штат Теннесси не смог показать, что интересы по задержанию убегающего безоружного подозреваемого путём использования огнестрельного оружия перевешивают интересы самого подозреваемого в сохранении своей жизни.
Уайт указал на то, что в прецедентном праве полагается законным убийство преступников, спасающихся бегством. Было отмечено, что во время, когда такие прецеденты создавались, большинство тяжких преступления карались смертной казнью. Таким образом, не было особой разницы между убийством преступника при задержании или же после приведения в силу приговора о смертной казни.
На основании фактов, установленных Федеральным судом, у офицера Хаймона не было причин полагать, что Гарнер был вооружён и опасен. Дело было возвращено для установления ответственности других ответчиков по иску.

## Особое мнение
В своём особом мнении судья О’Коннор подчеркнула, что полицейским при исполнении приходится часто принимать быстрые решения и что этот аспект не был достаточно рассмотрен в мнении большинства. Было также указано на тот факт, что кража со взломом является серьёзным правонарушением и что в подобных случаях применение летального оружия для защиты общества от лиц, совершающих эти противоправные действия, может быть оправданно. Она также не согласилась с мнением, что подозреваемый в любом случае имеет право спасти себя бегством, избежав таким образом правосудия.